# Форум 18
Форум 18 (англ. Forum 18) — норвежская организация, декларирующая своей целью содействие религиозной свободе.

## История
Агентство новостей Форум 18 распространяет информации о положении свободы совести на территории бывшего Советского Союза. Название организации связано со статьёй 18 Всеобщей декларации прав человека. Форум 18 обобщает содержание Статьи 18 следующим образом:
- право верить, поклоняться и проповедовать;
- право менять свою веру или религию;
- право объединяться и исповедовать свою религию вместе.

«Служба новостей Форум 18», созданная Форумом 18 в 2003 году, посредством интернета и электронных рассылок сообщает о нарушениях религиозной свободы, независимо от религиозной принадлежности верующих в разных странах. Служба новостей Форума 18 в основном сосредотачивает внимание на странах бывшего СССР, а также публикует отчеты из Косова, Македонии, Сербии, Турции, Бирмы, Китая, Лаоса, Монголии, Северной Кореи и Вьетнама.
Служба новостей публикуется в двух версиях: еженедельный обзор новостей каждую пятницу, и практически ежедневное издание по будним дням.